# جوزيف ويمر
جوزيف ويمر (بالإنجليزية: Joseph Wimmer)‏ هو قاضي ومحامي وسياسي أمريكي، ولد في 21 يوليو 1934. حزبياً، نشط في الحزب الجمهوري. وقد انتخب عضو جمعية ولاية ويسكونسن.